# Helü de Wu
Pour les articles homonymes, voir Helu.
Helü (chinois :闔閭; pinyin : Hélǘ) ou Helu (chinois :闔廬; pinyin : Hélú) était de 514 à 496 av. J.-C. roi de l'état de Wu la fin de la période des Printemps et Automnes de la Chine ancienne. Son prénom était Guang (chinois :光); il était initialement connu sous le nom de Prince Guang .

## Sa vie

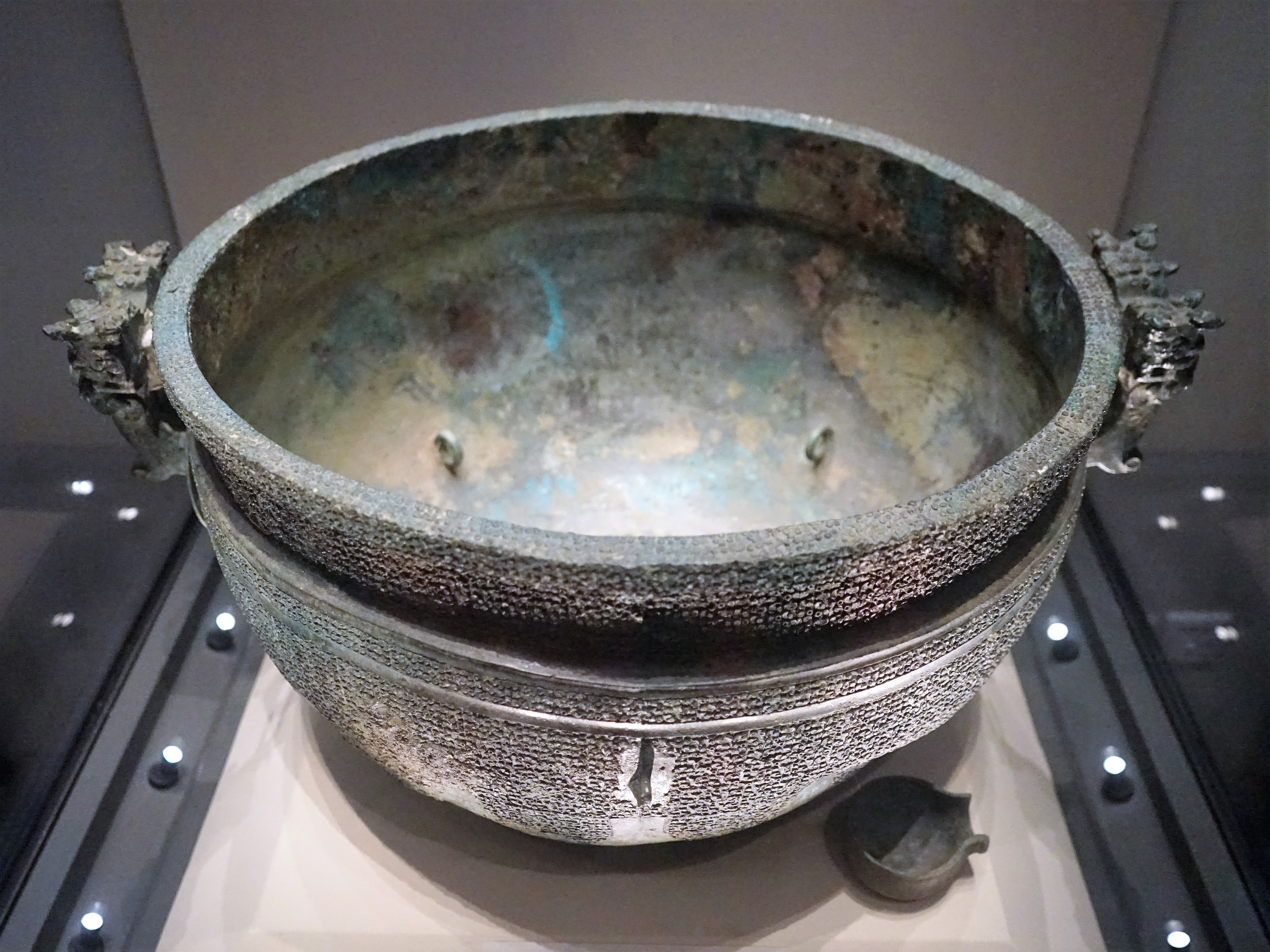
"Wu Wang Guang" Bronze Jian. L'inscription à l'intérieur indique que Helü l'a commandé pour la dot de sa fille et fournit la preuve d'un mariage politique entre des familles des États Wu et Chu.

Le prince Guang était le fils du roi Yumei et le neveu du roi Liao . Il a accueilli l' exil Chu Wu Zixu dans son entourage et, quand il a cherché à usurper le trône de Wu, a été présenté par lui à Zhuan Zhu . Zhuan a assassiné le roi Liao en 515  av. J.-C. et le prince est devenu le roi Helü. Le roi a chargé Wu Zixu de diriger la conception et la construction de sa "grande ville", qui forme la base de la vieille ville actuelle de Suzhou.
En 506 av. J.-C., Helü avec l'aide de Wu Zixu et de Sun Tzu , l'auteur de L'Art de la guerre , lance plusieurs grandes offensives contre l' état de Chu . Ils ont remporté cinq batailles, dont la bataille de Boju , et ont conquis la capitale Ying . Pendant le sac de la capitale, Helü a tenté d'agresser sexuellement la reine douairière , mais elle l'a repoussé avec un couteau et lui a fait des remontrances, ce qui a conduit Helü à repartir honteux. Chu a réussi à demander de l'aide à l' État de Qinpour, et après avoir été vaincu par Qin, le général d'avant-garde des troupes Wu, Fugai, un frère cadet de Helü, a mené une rébellion. Après avoir battu Fugai, Helü a été contraint de quitter Chu. Fugai se retira plus tard à Chu et s'y installa.
En 496 av. J.-C., en apprenant que Yunchang de Yue était mort, il lança une invasion de Yue, mais fut blessé et mourut par la suite de ses blessures en disant à son fils de le venger. Son fils, Fuchai , lui succéda en 495 av. J.-C. qui plus tard annexa Yue et finit par capturer et asservir leur roi Goujian. Helü avait deux autres fils prénommés Bo et Shan. Bo était initialement son héritier mais mourut avant lui.

## Sources Littéraires
- Archives du Grand Historien
- Texte Gailu présentant le dialogue entre Helü et Wu Zixu, l'un des 8 textes de la tombe 247 (202-186 avant notre ère) fouillé à Zhangjiashan , Jingzhou, Hubei, en 1983. Le texte est mis en parallèle par un manuscrit de Dunhuang qui attribue la conversation à Duc Jing de Qi et g[7].